# Edwin Thompson Jaynes
Edwin Thompson Jaynes (5 de julio de 1922 - 30 de abril de 1998) fue un profesor de física de la Universidad de Washington en San Luis, Misuri. Su obra se centró en la física estadística y en los fundamentos de la probabilidad y la inferencia estadística. Un fruto de este trabajo fue el inicio de la interpretación de máxima entropía de la termodinámica como aplicación particular de las técnicas de teoría de la información en el marco de la inferencia bayesiana (aunque declaró que ya estaba implícito en los trabajos de Gibbs).
Un punto clave de su obra fue la construcción de principios lógicos para asignar distribuciones de probabilidad a priori, como el principio de máxima entropía, el principio de grupos de transformación y el principio de indiferencia de Laplace
Su último libro, Probability Theory: The Logic of Science (Teoría de probabilidad: la lógica de la ciencia)  aúna varias corrientes de pensamiento moderno alrededor de la probabilidad bayesiana y la inferencia estadística, y contrasta las ventajas de las técnicas bayesianas con los resultados de tratamientos tradicionales.
Entre sus otros aportes se destaca el modelo Jaynes-Cummings en la óptica cuántica.